# Saison 4 de Mr. Robot
 (octobre 2019).
Si vous disposez d'ouvrages ou d'articles de référence ou si vous connaissez des sites web de qualité traitant du thème abordé ici, merci de compléter l'article en donnant les références utiles à sa vérifiabilité et en les liant à la section « Notes et références ».
Chronologie
Saison 3
Cet article présente le guide des épisodes de la quatrième et dernière saison de la série télévisée américaine Mr Robot.

## Généralités
- Au Canada, la saison a été diffusée en simultané sur Showcase.

## Distribution

### Acteurs principaux
- Rami Malek (VF : Julien Lucas) : Elliot Alderson, un informaticien et hacker redoutable, technicien de sécurité pour Allsafe Security. Il souffre d'anxiété sociale.
- Carly Chaikin (VF : Christine Braconnier) : Darlene Alderson, l'une des hackeuses de Fsociety, en réalité la sœur cadette d'Elliot Alderson.
- Martin Wallström (VF : Valéry Schatz) : Tyrell Wellick, d'origine suédoise, Vice-président sénior chargé de la technologie à E Corp.
- Michael Cristofer (VF : Bernard Lanneau) : Phillip Price, PDG d'E Corp.
- Grace Gummer (VF : Christèle Billault) : Dominique « Dom » DiPierro, agent du FBI
- B. D. Wong (VF : Xavier Fagnon) : « Whiterose », ou Zhang, femme transgenre, leader du groupe de hackers « The Dark Army » et Ministre de la Sécurité de l'état
- Ashlie Atkinson (VF : Chantal Baroin) : Janice, une taxidermiste membre de la Dark Army
- Elliot Villar (VF : Benjamin Penamaria) : Fernando Vera, le trafiquant de drogue et fournisseur d’Elliot en suboxone.
- Christian Slater (VF : Boris Rehlinger) : "Mr Robot", Edward Alderson, l'activiste à la tête du groupe de hackers nommé Fsociety, en réalité le spectre du défunt père d'Elliot Alderson.

### Acteurs secondaires
- Portia Doubleday (VF : Ludivine Maffren) : Angela Moss, amie d'enfance d'Elliot et collègue de travail à Allsafe Security.
- Gloria Reuben (VF : Brigitte Berges) : Krista Gordon, la thérapeute de Elliot
- Vaishnavi Sharma (VF : Catherine Artigala) : Magda Alderson, la mère d'Elliot et de Darlene
- Joey Badass (VF : Ricky Tribord) : Leon, voisin et ami d'Elliot. Il se révèlera être un tueur au service de la Dark Army.
- Dominik García : Olivia Cortez
- Jing Xu : Wang Shu, l'assistante de Whiterose

## Liste des épisodes

### Épisode 1:401 Unauthorized
- États-Unis /  Canada : 6 octobre 2019 sur USA Network / Showcase

- États-Unis : 444 000 téléspectateurs (première diffusion)

- Jake Busey (Freddy Lomax)
- Dasha Nekrasova (Celeste)

Malgré les conseils de Price, Angela réclame vengeance pour les manipulations de Whiterose. Ne pouvant raisonner sa fille, Price laisse deux agents de la Dark Army s'approcher et l'abattre d'une balle dans la tête, le laissant hurler sa colère à Whiterose. Cette dernière doit encore patienter deux mois avant de pouvoir lancer la fin de son projet, ce qui lui laisse jusqu'aux fêtes de fin d'année 2015 avant de se résoudre à tuer Elliot. 

### Épisode 2:402 Payment Required
- États-Unis /  Canada : 13 octobre 2019 sur USA Network / Showcase

- États-Unis : 342 000 téléspectateurs (première diffusion)

Price ramène Elliot dans les bureaux abandonnés d'AllSafe, où le PDG d'E. Corp lui raconte toute l'histoire derrière son entreprise, créée uniquement par le Deus Group, un groupe d'influence rapidement noyauté pour financer le plan de Zhang, qu'il imagine depuis la chute du bloc communiste, et derrière la Dark Army. Price avoue également que la personne qu'Elliot recherche pour suivre la trace de l'argent de la Dark Army est Susan Jacobs, disparue depuis des mois. Pour la vie d'Angela, Elliot veut pousser Price à provoquer le groupe Deus en arrangeant un sommet de tous ses membres en huit jours. 
Juste après, Elliot reçoit un appel de Darlene : leur mère est décédée et leur a laissé ses derniers biens. Dominique vend le mensonge de la Dark Army au FBI quant à la mort de l'agent Santiago, mais Janice n'étant pas convaincue, tue l'agent interrogateur dans un faux suicide. Elliot et Darlene trouvent de vieilles affaires à eux, mais apprennent aussi l'existence d'un coffre à la banque, malheureusement vidé deux ans auparavant. Darlene finit par admettre qu'elle pleure plus la mort d'Angela que celle de sa mère.

### Épisode 3:403 Forbidden Error
- États-Unis /  Canada : 20 octobre 2019 sur USA Network / Showcase

- États-Unis : 297 000 téléspectateurs (première diffusion)

En 1982, le jeune Zhang, promis à une grande carrière, négocie un partenariat avec IBM dont il compte tirer toutes les données possibles. Sa visite aux États-Unis lui laisse entrevoir une vie avec Chen, son amant, à qui il fait son coming out transgenre. Quelque temps plus tard, Chen est forcé de se marier à une femme et quand Zhang lui demande de patienter pour qu'il réalise son plan non pas aux États-Unis comme ambassadeur mais depuis la Chine comme ministre de la sécurité, Chen préfère se suicider.
Lors du réveillon de Noël, Zhang réfléchit à l'annonce de Phillip Price. Wang Shu lui conseille de refuser la démission, et Zhang la suit avant de changer d'avis et de convoquer le groupe Deus pour le lendemain, afin de prendre le plan d'Elliot de vitesse, et propose de nommer Tyrell Wellick comme successeur.

### Épisode 4:404 Not Found
- États-Unis /  Canada : 27 octobre 2019 sur USA Network / Showcase

- États-Unis : 348 000 téléspectateurs (première diffusion)

Elliot et Tyrell parviennent à piéger l'agent de la Dark Army qui les écoutaient. Tyrell le frappe à la tête d’un coup de marteau. Ils partent ensuite loin de tout et achètent de l'essence pour brûler la camionnette, mais en sortant de la boutique, la camionnette a disparu avec l'agent. Sans réseau pour téléphoner, ils commencent à marcher vers un village hypothétique, craignant chaque bruit de la forêt, Tyrell parle pour passer le temps, et en croyant arriver à destination, ils réalisent qu'ils ont tourné en rond en retrouvant la station perdue.
Darlene essaie d'accéder directement aux serveurs de la Banque de Chypre. Elliot ne répondant pas, elle va chez lui et trouve le message qu'il avait écrit pour Tyrell. Craignant pour son frère malgré leur dispute, elle tente de voler une voiture et se fait surprendre par une personne ivre déguisée en Père Noël. Quand l'homme affirme vouloir rentrer chez lui, Darlene se propose de le ramener puis d'utiliser la voiture pour aller chercher son frère. Sur la route, l'homme commence à se confier : il s'appelle Tobias, a fait le Père Noël pour les enfants hospitalisés et parle de l'accident de sa femme. En arrivant chez Tobias, ils se rendent compte que la voiture de Tobias est garée devant chez lui et qu’ils sont dans une autre voiture similaire. Darlene commence à craindre que Tobias ne soit suicidaire et veut l'empêcher de faire un geste irréparable, mais il n'en est rien. Elle confie alors en colère, qu'elle craint pour son frère, ce qu'elle a toujours fait.
L'agent DiPiero passe le réveillon de Noël seule chez elle à discuter sur IRC avec Adium. Elle retrouve un contact de sexe en ligne et lui propose de la rejoindre. Le contact se trouve être une femme, qui apparait soudain avec un masque de la Dark Army et tente de la noyer dans sa baignoire. DiPiero se réveille de son cauchemar, qui l'a troublé et l'a déterminé à se battre.

### Épisode 5:405 Method Not Allowed
- États-Unis /  Canada : 3 novembre 2019 sur USA Network / Showcase

- États-Unis : 314 000 téléspectateurs (première diffusion)

Elliot met le feu au fourgon avec l’agent de la Dark Army à l’intérieur. Darlene recherche Elliot et le repère grâce à la fumée du fourgon.
Le lendemain de Noël quand les bureaux sont vides, Elliot et Darlene organisent l'infiltration de Virtual Reality, l’entreprise qui héberge les serveurs de la Banque Nationale de Chypre. Darlene se fait passer pour une employée avec un faux badge. Le temps de la diversion, Elliot parvient à sauter la barrière d’entrée ainsi qu’à ajouter Darlene dans la base de données listant les employés de l’entreprise. Puis, le garde de sécurité rend valide le badge de Darlene après avoir trouvé Darlene dans la base de données. Elle oublie volontairement son mobile sur le guichet d'accueil pour récupérer l’empreinte digitale du vigile. Elliot lance l'installation d'un firmware sur les caméras de surveillance, ce qui leur donne 40 minutes pour hacker les serveurs. Ils font une impression 3D du moule de l’empreinte du doigt. Ils hackent l’ascenseur pour accéder à l’étage sécurisé et entrent dans la salle des serveurs avec l’empreinte 3D du vigile. Celui-ci se rend compte, grâce à une application, qu’une intrusion a eu lieu dans la salle des serveurs avec son empreinte ; il prévient un collègue et lui demande d’appeler la police. Le garde se met à chercher les personnes infiltrées entre les armoires des serveurs sans les trouver. Les 40 minutes étant presque écoulées, Elliot provoque une panne de courant, mettant ainsi les caméras inopérantes. Après avoir obtenu les accès aux serveurs, Elliot et Darlene tentent de s’enfuir. Ils empruntent les escaliers, mais la police arrive, ils se retrouvent coincés dans la cage d’escalier. Le vigile tente d’ouvrir la porte et voit le visage d'Elliot, qui l’assomme en poussant la porte, ce qui lui permet de prendre la fuite à pied. Darlene s'introduit dans la salle de sports du bâtiment et s’habille avec des vêtements trouvés sur place. Elle fait semblant de sortir de la salle de sports puis tente de récupérer Elliot en voiture. Après une longue poursuite, en passant par un bus et en finissant par traverser Central Park, Elliot réussit à s’échapper et retrouve Darlene.
DiPierro est envoyée par Janice rejoindre l'enquête sur l'incendie du fourgon de la Dark Army et doit permettre le piratage de la police locale. Alors qu'elle s'apprête à rejoindre sa famille, DiPierro est de nouveau appelée par Janice : elle doit retrouver les deux individus signalés en fuite. Elle trouve des caméras qui filment la circulation et apprend qu’il s’agit de Darlene et Elliot.

### Épisode 6:406 Not Acceptable
- États-Unis /  Canada : 10 novembre 2019 sur USA Network / Showcase

- États-Unis : 366 000 téléspectateurs (première diffusion)

Vera retient Krista en otage chez elle, la forçant à lui révéler tout ce qu'elle sait d'Elliot afin de lui faire du mal.
Leon livre de la drogue à Elliot, qui part aussitôt retrouver Olivia avec deux gobelets de café. Rapidement, il ne cache plus ses intentions : il veut faire tomber le groupe Deus et pour cela, elle doit passer un appel qui lui permettra de récupérer les identifiants d'un des responsables de la Banque de Chypre. Comme elle refuse, il révèle qu'il a drogué son café avec de l'oxycodone et qu'un contrôle de drogue pourrait lui faire perdre la bataille juridique de la garde de son enfant. Olivia préfère aller dans sa salle de bains et s'ouvrir les veines. Elliot arrête le saignement et tente de convaincre Olivia une dernière fois en lui rappelant les méthodes du groupe Deus. Quand elle comprend que le groupe occulte est derrière la mort de sa mère, Olivia passe l'appel.
Dominique surgit dans l’appartement d’Angela et braque Darlene. Darlene refuse de livrer Elliot et Dom appelle Janice, qui n'a besoin que de son téléphone pour localiser le pirate et peut donc tuer Darlene. L'agente du FBI ne peut s'y résoudre et assomme Darlene dans la baignoire d'un coup de crosse. Quand elle reprend connaissance, DiPierro tente de pousser Darlene à l'abattre, rongée par des pensées suicidaires et préférant mourir que de subir les conséquences de son échec. Janice les surprend et Darlene affirme qu'elle a effacé toutes les données de son téléphone.

### Épisode 7:407 Proxy Authentication Required
- États-Unis /  Canada : 17 novembre 2019 sur USA Network / Showcase

- États-Unis : 361 000 téléspectateurs (première diffusion)

Vera ramène Elliot chez le Dr Gordon et lui offre une nouvelle fois d'être son partenaire dans sa conquête de New York. Déjà manipulé par le Dominicain, Elliot exige de voir Krista en vie, mais en échange, Vera veut être confronté à Mr. Robot. La deuxième personnalité prend le contrôle, se montre sceptique devant les ambitions de Vera mais Elliot lui propose tout l'argent du groupe Deus qu'il compte détourner le soir même s'il laisse Krista partir en vie. Quand Vera et ses sbires découvrent qu'il dit vrai, Elliot tente d'utiliser son arme sur Vera mais il l'avait déchargé. Instable à cause de l'héroïne, Vera menace Krista et menace Elliot de la tuer à moins qu'il ne lui donne une bonne raison de l'épargner. Il finit par admettre qu'il a besoin d'elle dans sa vie.
On remarque d'ailleurs que Elliot est, depuis le début particulièrement sensible à la pédocriminalité, comme un signe pré-révélateur de son viol :
- dans le premier épisode, il s'attaque à Ron, qui diffuse du contenu pédopornographique
- en saison 1, il décide d'intervenir face à Vera quand il comprend qu'il a violé Shayla
- en saison 2, il signale le site de Ray lorsqu'il comprend qu'il l'utilise pour du trafic d'être humain
- dans le premier épisode de la saison 4, pour s'attaquer à la Dark army, il choisit un avocat (Freddie Lomax) coupable de détention d'images pédopornographiques

### Épisode 8:408 Request Timeout
- États-Unis /  Canada : 24 novembre 2019 sur USA Network / Showcase

- États-Unis : 376 000 téléspectateurs (première diffusion)

Elliot et Krista s'échappent avant que les hommes de Vera ne reviennent et trouvent le corps de leur patron. Krista se rend à la police mais Elliot ne peut la suivre, encore sous le choc et perturbé par une vision de lui-même enfant. Il préfère le suivre jusqu'au Queens Museum où il trouve une clé cachée dans un mur d'une salle de conservation. Il se remémore alors avoir caché cette clé, le double de celle qui ouvrait sa chambre d'enfant et que gardait son père, pour se défendre. 
Janice attache Darlene et Dominique, puis commence à les torturer pour qu'elles leur donnent les données du téléphone de Darlene et l'emplacement d'Elliot. Pour forcer la main de Darlene, Janice poignarde Dominique dans le poumon, la laissant agoniser sur le sol, puis menace de faire abattre toute la famille DiPierro. Darlene accepte de restaurer son téléphone mais le GPS le localise dans l'appartement de Krista Dumont, où il n'est plus. Furieuse et persuadée qu'on lui ment, Janice veut lancer l'ordre de tuer les DiPierro mais les hommes de la Dark Army ne répondent pas : Dom a assuré ses arrières en envoyant Deegan, qu'elle a fait libérer pour vice de procédure, sauver sa famille et les cacher. Elle profite de la surprise de Janice pour l'abattre avec ses hommes et appeler des secours, laissant Darlene fuir pour rejoindre Elliot.

### Épisode 9:409 Conflict
- États-Unis /  Canada : 1er décembre 2019 sur USA Network / Showcase

- États-Unis : 363 000 téléspectateurs (première diffusion)

Dans l'espace mental d'Elliot, Mr Robot retrouve Magda et Elliot jeune, craignant l'instabilité actuelle d'Elliot et s'interrogeant sur la possibilité de révéler tout ce qu'Elliot a fait et Darlene pourrait parvenir à le réveiller.

### Épisode 10:410 Gone
- États-Unis /  Canada : 8 décembre 2019 sur USA Network / Showcase

- États-Unis : 452 000 téléspectateurs (première diffusion)

Le doxxing du groupe Deus fait encore la une des journaux au lendemain de Noël. DiPierro, qui a survécu à sa blessure, découvre sur son lit d'hôpital, que Zhang était Whiterose. Craignant encore pour sa vie et celle de sa famille, elle décide de quitter l'hôpital dès qu'elle le peut mais reste le sujet d'une enquête du FBI comme agent actif de la Dark Army et ne peut voir sa famille. Darlene la retrouve chez elle avec un plan pour quitter le pays avec elle et Elliot, mais ce dernier ne peut partir et se rend à Washington Township. Darlene et Dominique sont conduites à l'aéroport par Leon, qui leur donnent quelques conseils pour bien assumer une fausse identité.

### Épisode 11:411 eXit
- États-Unis /  Canada : 15 décembre 2019 sur USA Network / Showcase

- États-Unis : 442 000 téléspectateurs (première diffusion)

La Dark Army a réussi à abattre les hommes du FBI envoyés capturer le ministre Zhang, mais elle assume désormais totalement son identité de Whiterose.
Après avoir laissé Darlene et Dom, Elliot part pour la centrale nucléaire du Washington Township où Whiterose a construit et caché sa machine. Les bureaux semblent déserts et Elliot lance son script sans rencontrer d'opposition jusqu'à ce qu'il soit surpris par des hommes armés de la Dark Army, qui ont massacré les employés et le mènent à une salle privée avec Whiterose. Elliot sent qu'elle veut le manipuler comme elle a manipulé Angela et refuse. Ils en viennent à parler de la nature humaine et comment créer un monde sans haine pour les parias comme eux : Whiterose veut utiliser sa machine pour créer un nouveau monde meilleur, mais Elliot reconnaît que s'il se déteste lui-même, le fait que son entourage tienne à lui suffit à défendre ce monde. Déçue, Whiterose révèle que la machine est déjà active, que le script d'Elliot a été contrecarré et que rien n'empêchera la fusion nucléaire de la machine. Elle laisse Elliot avec un dernier choix à faire avant, en acte de foi, de se tuer. Plutôt que de fuir comme le lui enjoint Mr. Robot, Elliot joue un jeu d'aventure textuel sur son vieil ordinateur récupéré par Whiterose, mais le jeu le convainc de rester. Alors qu'Elliot et Mr. Robot avouent s'apprécier, tout devient rouge.

### Épisode 12:412 Precondition Failed
- États-Unis /  Canada : 22 décembre 2019 sur USA Network / Showcase

Elliot reprend conscience sur un parking, près du lieu où se trouvait la centrale de Washington Township. Il explore la ville qu'il voit prospère, où ses parents vivent encore dans sa maison d'enfance, son père tient toujours la boutique Mr. Robot. Sa mère confirme qu'il n'a jamais été violé enfant et qu'il est fils unique. De retour à New York, ils trouvent Emily, la mère d'Angela encore en couple avec Phillip Price, alors en pleins préparatifs du mariage de leur fille avec Elliot. Pendant leurs discussions, l'autre Elliot appelle et quand Elliot répond, un tremblement de terre a lieu.

### Épisode 13:413 Payload Too Large
- États-Unis /  Canada : 22 décembre 2019 sur USA Network / Showcase

Elliot cache le corps de son double dans un carton et se prépare à prendre sa place au mariage. Mr. Robot essaie de lui expliquer en quoi c'est une mauvaise idée mais Elliot fait la sourde oreille. En déplaçant le corps, il est surpris par Dom, simple agent de police dans cette réalité, qui découvre le corps. Elliot fuit et rejoint la plage de Coney Island, où il ne trouve qu'une assistance de personnes portant le masque de la fsociety. Mr. Robot revient et amène peu à peu Elliot à accepter la réalité, confirmée par Angela : il n'est pas dans un monde alternatif créé par la machine de Whiterose, mais une création mentale qu'il a construit pour y retenir le véritable Elliot Alderson et le protéger contre ce qu'il a vécu.
Elliot expérimente alors des glitchs dans sa réalité et arrive dans une reconstitution du bureau de Krista Dumont. Son inconscient, sous la forme de sa psychologue, le confronte et le force à admettre qu'il est le Cerveau (le cyber-justicier), une autre personnalité d'Elliot créée pour gérer sa colère envers le monde, tout comme il avait créé Mr. Robot pour se protéger des souvenirs des abus de son père, la figure de sa mère en persécutrice et le personnage du jeune Elliot. Mais le Cerveau a fini par piéger Elliot dans une réalité utopique (dans une "routine"), privé de Darlene, son lien le plus fort avec la réalité, et comme désormais, sa mission est finie, il doit reprendre sa place et rendre le contrôle à Elliot. 
De la même manière que Mr Robot et Elliot « le cyber-justicier » ont un physique différent (alors qu'ils sont une part du même vrai Elliot), rien n'indique que le physique de ce vrai Elliot est proche de celui du personnage suivi depuis le début. En effet, aucun plan n'est fait sur son visage à son réveil à l'hôpital. De plus, Dom contrôlant les papiers d'identité d'Elliot Alderson ne le reconnaît pas. Elliot lui-même découvrant son double dans le monde parallèle dit en voix-off « ce type n'est clairement pas moi. Et je ne suis clairement pas lui ».